# Beroidae
Beroidae är en familj av kammaneter. Enligt Catalogue of Life ingår Beroidae i ordningen Beroida, klassen Nuda, fylumet Ctenophora och riket djur, men enligt Dyntaxa är tillhörigheten istället ordningen Beroida, fylumet kammaneter och riket djur.
Beroidae är enda familjen i ordningen Beroida.
Kladogram enligt Catalogue of Life och Dyntaxa:
| Beroidae | \| \| Beroe \| \| \| \| \| \| Neis \| \| \| \| |
|          | \| \| Beroe \| \| \| \| \| \| Neis \| \| \| \| |
|          | Beroe                                          |
|          |                                                |
|          | Neis                                           |
|          |                                                |

## Bildgalleri

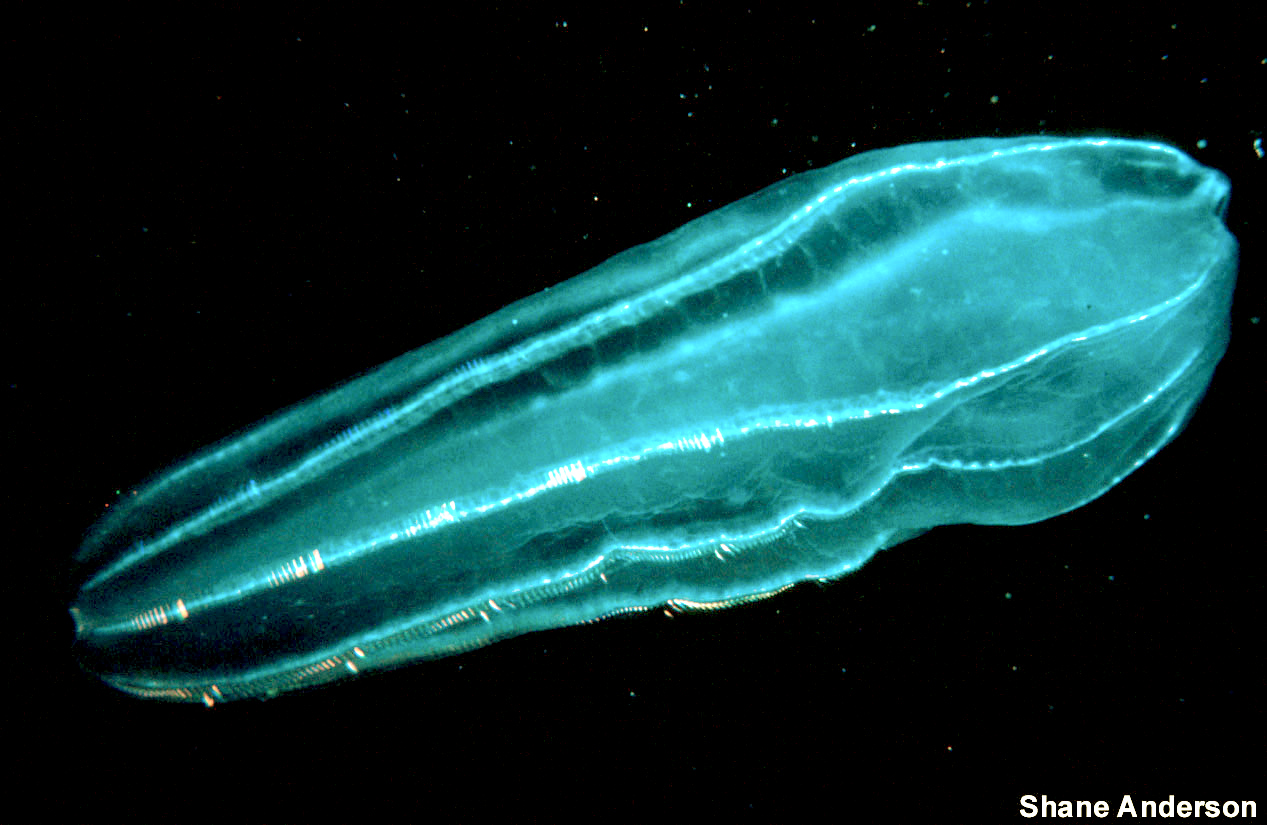